# Australië op de Olympische Zomerspelen 1964
Australië nam deel aan de Olympische Zomerspelen 1964 in Tokio, Japan. Zwemster Dawn Fraser won voor de derde keer op rij de olympische titel op de 100m vrije slag.

## Medailles

### Medailleoverzicht
| Sport | Olympiër(s) | Onderdeel                         | Medaille |
| --- | --- | --------------------------------- | -------- |
| Atletiek | Betty Cuthbert | 400 m (v)                         | Goud     |
| Zeilen | Bill Northam Peter O’Donnel James Sargeant | 5½ meter klasse                   | Goud     |
| Zwemmen | Bob Windle | 1500 m vrije stijl (m)            | Goud     |
| Zwemmen | Ian O'Brien | 200 m schoolslag (m)              | Goud     |
| Zwemmen | Kevin Berry | 200 m vlinderslag (m)             | Goud     |
| Zwemmen | Dawn Fraser | 100 m vrije stijl (v)             | Goud     |
| | |                                   |          |
| Atletiek | Michelle Brown | hoogspringen (v)                  | Zilver   |
| Zwemmen | Lynette Bell Dawn Fraser Janice Murphy Robyn Thorn | 4x100 m vrije stijl estafette (v) | Zilver   |
| | |                                   |          |
| Atletiek | Ron Clarke | 10.000 m (m)                      | Brons    |
| Atletiek | Marilyn Black | 200 m (v)                         | Brons    |
| Atletiek | Judith Pollock | 400 m (v)                         | Brons    |
| Atletiek | Pamela Kilborn | 80 m horden (v)                   | Brons    |
| Hockey | \| Hockeyteam mannen \| Hockeyteam mannen \| \| --------------------------------------------------------------------------------------------------------------------------------------------------------------------------------------------------- \| ----------------- \| \| Mervyn Crossman, Paul Dearing Raymond Evans Brian Glencross Robin Hodder John McBryde Donald McWatters Patrick Nilan Eric Pearce Julian Pearce Desmond Piper Donald Smart Antony Waters Graham Wood \| \| | mannen                            | Brons    |
| Judo | Theodore Boronovskis | open klasse (m)                   | Brons    |
| Zwemmen | Allan Wood | 400 m vrije stijl (m)             | Brons    |
| Zwemmen | Allan Wood | 1500 m vrije stijl (m)            | Brons    |
| Zwemmen | David Dickson Peter Doak John Ryan Bob Windle | 4x100 m vrije stijl estafette (m) | Brons    |
| Zwemmen | David Dickson Kevin Berry Ian O'Brien Peter Reynolds | 4x100 m wisselslag (m)            | Brons    |
| Hockeyteam mannen | |                                   |          |
| Mervyn Crossman, Paul Dearing Raymond Evans Brian Glencross Robin Hodder John McBryde Donald McWatters Patrick Nilan Eric Pearce Julian Pearce Desmond Piper Donald Smart Antony Waters Graham Wood | |                                   |          |

## Deelnemers en resultaten

### Atletiek
| Olympiër                                                     | Discipline             | Resultaat | Prestatie |
| ------------------------------------------------------------ | ---------------------- | --------- | --- |
| William Joseph Earle                                         | 100m (m)               | 30e       | serie 6: 3e in 10,7 kwartfinale 1: 8e in 10,9 |
| Gary Holdsworth                                              | 100m (m)               | 31e       | serie 9: 5e in 10,6 |
| Bob Lay                                                      | 100m (m)               | 9e        | serie 8: 3e in 10,5 kwartfinale 2: 3e in 10,4 halve finale 1: 5e in 10,3 |
| Eric James Bigby                                             | 200m (m)               | DNS       | serie 3: niet gestart |
| Gary Holdsworth                                              | 200m (m)               | 29e       | serie 8: 4e in 21,6 kwartfinale 4: 7e in 22,1 |
| Bob Lay                                                      | 200m (m)               | 17e       | serie 6: 2e in 21,3 kwartfinale 2: 5e in 21,4 |
| Gary Eddy                                                    | 400m (m)               | 22e       | serie 1: 4e in 46,9 kwartfinale 3: 6e in 47,6 |
| Ken Roche                                                    | 400m (m)               | 29e       | serie 6: 5e in 47,4 kwartfinale 2: 7e in 48,0 |
| Peter Vassella                                               | 400m (m)               | 7e        | serie 4: 4e in 46,7 kwartfinale 1: 4e in 46,5 halve finale 1: 4e in 46,5 finale: 7e in 46,3 |
| Tony Blue                                                    | 800m (m)               | 20e       | serie 5: 3e in 1.49,7 halve finale 3: 7e in 1.49,6 |
| Albie Thomas                                                 | 1500m (m)              | 35e       | serie 2: 9e in 3.54,9 |
| Ron Clarke                                                   | 5000m (m)              | 9e        | serie 4: 1e in 13.48,4 finale: 9e in 13.58,0 |
| Anthony Cook                                                 | 5000m (m)              | 17e       | serie 1: 5e in 14.02,4 |
| Albert George Thomas                                         | 5000m (m)              | 36e       | serie 2: 11e in 14.27,8 |
| Ron Clarke                                                   | 10000m (m)             | Goud      | 28.24,4 (OR) |
| Tony Cook                                                    | 10000m (m)             | 8e        | 29.15,8 |
| Gary Knoke                                                   | 400m horden (m)        | 4e        | serie 1: 2e in 50,9 halve finale: 3e in 50,6 finale: 4e in 50,4 |
| Ken Roche                                                    | 400m horden (m)        | 9e        | serie 3: 2e in 51,5 halve finale 2: 5e in 50,8 |
| Michael A. B. Ryan                                           | 400m horden (m)        | 37e       | serie 2: 8e in 58,0 |
| Trevor Vincent                                               | 3000m steeplechase (m) | 22e       | serie 3: 8e in 8.58,8 |
| Eric Bigby William Earle Gary Holdsworth Bob Lay             | 4x100m (m)             | 9e        | serie 3: 4e in 40,6 halve finale 1: 5e in 40,1 |
| Gary Eddy Gary Knoke Ken Roche Peter Vassella                | 4x400m (m)             | 10e       | serie 2: 4e in 3.08,2 |
| Ron Clarke                                                   | marathon (m)           | 9e        | 2:20.26,8 |
| Anthony Cook                                                 | marathon (m)           | 52e       | 2:42.03,6 |
| Robert Vagg                                                  | marathon (m)           | 31e       | 2:28.41,0 |
| Ronald John Crawford                                         | 20km snelwandelen (m)  | 22e       | 1:38.47 |
| Noel Frederick Freeman                                       | 20km snelwandelen (m)  | 4e        | 1:32.06,8 |
| Robert Charles Gardiner                                      | 20km snelwandelen (m)  | DNF       | niet gefinisht |
| Ted Allsopp                                                  | 50km snelwandelen (m)  | 17e       | 4:31.07,8 |
| Ronald Crawford                                              | 50km snelwandelen (m)  | 11e       | 4:24.19,6 |
| Bob Gardiner                                                 | 50km snelwandelen (m)  | 5e        | 4:17.06,8 |
| Ian Tomlinson                                                | verspringen (m)        | 27e       | kwalificatie: 27e met 7,07m |
| Graham Boase                                                 | hink-stap-springen (m) | DNF       | kwalificatie: geen geldige sprong |
| Ian Tomlinson                                                | hink-stap-springen (m) | 15e       | kwalificatie: 15e met 15,76m |
| Lawrie Peckham                                               | hoogspringen (m)       | 10e       | kwalificatie: 1e met 2,06m finale: 10e met 2,09m |
| Anthony Sneazwell                                            | hoogspringen (m)       | 13e       | kwalificatie: 1e met 2,06m finale: 13e met 2,06m |
| Warwick Selvey                                               | discuswerpen (m)       | 18e       | kwalificatie: 18e met 51,96m |
|                                                              |                        |           | |
| Marilyn Black                                                | 100m (v)               | 6e        | serie 6: 1e in 11,5 kwartfinale 2: 1e in 11,4 halve finale 1: 2e in 11,6 finale: 6e in 11,7 |
| Dianne Marie Bowering                                        | 100m (v)               | 17e       | serie 1: 4e in 11,8 kwartfinale 3: 5e in 11,7 |
| Margaret Burvill                                             | 100m (v)               | 12e       | serie 5: 4e in 11,6 kwartfinale 4: 4e in 11,7 halve finale 2: 8e in 11,8 |
| Joyce Bennett                                                | 200m (v)               | 15e       | serie 1: 3e in 24,3 halve finale 1: 7e in 24,7 |
| Marilyn Black                                                | 200m (v)               | Brons     | serie 5: 2e in 23,7 halve finale 2: 1e in 23,4 finale: 3e in 23,1 |
| Margaret Burvill                                             | 200m (v)               | 12e       | serie 3: 1e in 24,2 halve finale 1: 5e in 24,3 |
| Judy Amoore                                                  | 400m (v)               | Brons     | serie 3: 2e in 53,8 halve finale 2: 1e in 53,3 finale: 3e in 53,4 |
| Betty Cuthbert                                               | 400m (v)               | Goud      | serie 1: 3e in 56,0 halve finale 1: 2e in 53,8 finale: 1e in 52,0 (OR) |
| Dixie Willis                                                 | 800m (v)               | DNS       | serie 2: niet gestart |
| Pam Kilborn                                                  | 80m horden (v)         | Brons     | serie 3: 2e in 10,7 halve finale 1: 1e in 10,6 (OR) finale: 3e in 10,6 |
| Joyce Bennett Marilyn Black Dianne Bowering Margaret Burvill | 4x100m (v)             | 6e        | serie 1: 4e in 45,2 finale: 6e in 45,0 |
| Helen Frith                                                  | verspringen (v)        | 22e       | kwalificatie: 22e met 5,83m |
| Pam Kilborn                                                  | verspringen (v)        | DNS       | niet gestart |
| Michele Brown                                                | hoogspringen (v)       | Zilver    | kwalificatie: 1e met 1,70m finale: 2e met 1,80m |
| Robyn Woodhouse                                              | hoogspringen (v)       | 11e       | kwalificatie: 7e met 1,70m finale: 11e met 1,71m |
| Anna Pazera                                                  | speerwerpen (v)        | 15e       | kwalificatie: 15e met 44,87m |
| Helen Frith                                                  | vijfkamp (v)           | 11e       | 80m horden: 14e in 11,9 (904 punten) kogelstoten: 13e met 11,16m (797 punten) hoogspringen: 2e met 1,69m (1037 punten) verspringen: 10e met 5,87m (959 punten) 200m: 12e in 860 punten totaal: 4557 punten |

### Basketbal
| Olympiër | Discipline | Resultaat | Prestatie |
| --- | ---------- | --------- | --- |
| Michael Ahmatt Ken Cole Mike Dancis Scott Davie John Gardiner Lindsay Gaze Brendon Hackwill John Heard Les Hody Werner Linde Carl Rodwell Bill Wyatt | mannen     | 9e        | groepsfase: 6e V van Verenigde Staten: 45-78 W van Peru: 81-62 V van Joegoslavië: 70-74 W van Zuid-Korea: 65-58 V van Finland: 59-61 V van Uruguay: 57-58 V van Brazilië: 57-69 |

| Groep B |                  |             |             |             |            |            |            |        |
| #       | Land             | Wedstrijden | Wedstrijden | Wedstrijden | Doelpunten | Doelpunten | Doelpunten | Punten |
| #       | Land             | G           | W           | V           | V          | T          | Saldo      | Punten |
| 1       | Verenigde Staten | 7           | 7           | 0           | 569        | 333        | +236       | 14     |
| 2       | Brazilië         | 7           | 5           | 2           | 473        | 452        | +21        | 12     |
| 3       | Joegoslavië      | 7           | 5           | 2           | 529        | 453        | +76        | 12     |
| 4       | Uruguay          | 7           | 4           | 3           | 472        | 482        | -10        | 11     |
| 5       | Finland          | 7           | 3           | 4           | 409        | 475        | -66        | 10     |
| 6       | Australië        | 7           | 2           | 5           | 434        | 460        | -26        | 9      |
| 7       | Peru             | 7           | 2           | 5           | 431        | 453        | -22        | 9      |
| 8       | Zuid-Korea       | 7           | 0           | 7           | 432        | 641        | -209       | 7      |

| Ronde      | Datum | Plaats           | Land  | Score       | Land |
| ---------- | ----- | ---------------- | ----- | ----------- | ---- |
| Groepsfase |       |                  |       |             |      |
| 11 oktober | Rome  | Verenigde Staten | 78-45 | Australië   |      |
| 12 oktober | Rome  | Australië        | 81-62 | Peru        |      |
| 13 oktober | Rome  | Australië        | 70-74 | Joegoslavië |      |
| 14 oktober | Rome  | Australië        | 65-58 | Zuid-Korea  |      |
| 16 oktober | Rome  | Finland          | 61-59 | Australië   |      |
| 17 oktober | Rome  | Uruguay          | 58-57 | Australië   |      |
| 18 oktober | Rome  | Brazilië         | 69-57 | Australië   |      |

### Boksen
| Olympiër        | Discipline  | Resultaat | Prestatie                                                                      |
| --------------- | ----------- | --------- | ------------------------------------------------------------------------------ |
| Darryl Norwood  | -51kg (m)   | 9e        | 1e ronde: W van ARG Romo: knock-out 2e ronde: V van ITA Atzori: 0-5            |
| William Booth   | -54kg (m)   | 17e       | 1e ronde: V van CUB Espinosa                                                   |
| Randall Hope    | -57kg (m)   | 17e       | 1e ronde: V van USA Brown: 0-5                                                 |
| Adrian Blair    | -60kg (m)   | 9e        | 1e ronde: W van RCO Chi-Chu 2e ronde: V van URS Barannikov: 0-5                |
| Julian Rossi    | -63,5kg (m) | 17e       | 1e ronde: V van GBR McTaggart: 0-5                                             |
| Frank Roberts   | -67kg (m)   | 17e       | 1e ronde: V van FIN Purhonen: 0-5                                              |
| Anthony Barber  | -71kg (m)   | 5e        | 1e ronde: vrij 2e ronde: W van PHI Ocampo: 5-0 kwartfinale: V van FRA Gonzales |
| John Bukowski   | -75kg (m)   | 17e       | 1e ronde: V van RAU Hassan: 0-5                                                |
| Frederick Casey | -81kg (m)   | 17e       | 1e ronde: V van CIV Nguia: 2-3                                                 |
| Athol McQueen   | +81kg (m)   | 5e        | 1e ronde: W van JPN Tadayuki: 5-0 kwartfinale: V van USA Frazier               |

### Gewichtheffen
| Olympiër          | Discipline  | Resultaat | Prestatie                                                                             |
| ----------------- | ----------- | --------- | ------------------------------------------------------------------------------------- |
| Gerald Hay        | -56kg (m)   | 22e       | drukken: 23e met 82,5kg trekken: 23e met 82,5kg stoten: 22e met 110kg totaal: 275kg   |
| Salvatore Coffa   | -56kg (m)   | 21e       | drukken: 23e met 82,5kg trekken: 12e met 95kg stoten: 21e met 115kg totaal: 290kg     |
| Antonio Marguccio | -60kg (m)   | 19e       | drukken: 22e met 87,5kg trekken: 15e met 95kg stoten: 16e met 125kg totaal: 307,5kg   |
| Joseph Haydar     | -75kg (m)   | 16e       | drukken: 18e met 112,5kg trekken: 15e met 115kg stoten: 16e met 147,5kg totaal: 375kg |
| George Vakakis    | -82,5kg (m) | 16e       | drukken: 15e met 127,5kg trekken: 14e met 125kg stoten: 17e met 152,5kg totaal: 405kg |
| Graeme Hall       | -90kg (m)   | 16e       | drukken: 16e met 130kg trekken: 18e met 115kg stoten: 17e met 145kg totaal: 390kg     |
| Arthur Shannos    | +90kg (m)   | 13e       | drukken: 17e met 150kg trekken: 13e met 130kg stoten: 8e met 185kg totaal: 465kg      |

### Hockey
| Olympiër | Discipline | Resultaat | Prestatie |
| --- | ---------- | --------- | --- |
| Mervyn Crossman Paul Dearing Raymond Evans Brian Glencross Robin Hodder John McBryde Donald McWatters Patrick Nilan Eric Pearce Julian Pearce Desmond Piper Donald Smart Anthony Waters Graham Wood | mannen     | Brons     | groepsfase: 2e W van Groot-Brittannië: 7-0 W van Zuid-Rhodesië: 3-0 W van Japan: 3-1 V van Kenia: 0-1 W van Nieuw-Zeeland: 2-1 W van Pakistan: 1-2 halve finale: V van India: 1-3 bronzen finale: W van Spanje: 3-2 |

| Groep A |                  |             |             |             |             |            |            |            |        |
| #       | Land             | Wedstrijden | Wedstrijden | Wedstrijden | Wedstrijden | Doelpunten | Doelpunten | Doelpunten | Punten |
| #       | Land             | G           | W           | G           | V           | V          | T          | Saldo      | Punten |
| 1       | Pakistan         | 6           | 6           | 0           | 0           | 17         | 3          | +14        | 12     |
| 2       | Australië        | 6           | 4           | 0           | 2           | 16         | 5          | +11        | 8      |
| 3       | Kenia            | 6           | 3           | 1           | 2           | 7          | 9          | -2         | 7      |
| 4       | Japan            | 6           | 3           | 0           | 3           | 6          | 6          | 0          | 6      |
| 5       | Groot-Brittannië | 6           | 2           | 0           | 4           | 5          | 12         | -7         | 4      |
| 6       | Zuid-Rhodesië    | 6           | 1           | 1           | 4           | 4          | 16         | -12        | 3      |
| 7       | Nieuw-Zeeland    | 6           | 1           | 0           | 5           | 6          | 10         | -4         | 2      |

| Ronde          | Datum | Plaats           | Land | Score         | Land |
| -------------- | ----- | ---------------- | ---- | ------------- | ---- |
| Groepsfase     |       |                  |      |               |      |
| 11 oktober     | Tokio | Groot-Brittannië | 0-7  | Australië     |      |
| 12 oktober     | Tokio | Australië        | 3-0  | Zuid-Rhodesië |      |
| 13 oktober     | Tokio | Australië        | 3-1  | Japan         |      |
| 15 oktober     | Tokio | Kenia            | 1-0  | Australië     |      |
| 16 oktober     | Tokio | Australië        | 2-1  | Nieuw-Zeeland |      |
| 19 oktober     | Tokio | Pakistan         | 2-1  | Australië     |      |
| Halve finale   |       |                  |      |               |      |
| 21 oktober     | Tokio | India            | 3-1  | Australië     |      |
| Bronzen finale |       |                  |      |               |      |
| 23 oktober     | Tokio | Australië        | 3-2  | Spanje        |      |

### Judo
| Olympiër             | Discipline      | Resultaat | Prestatie                                                  |
| -------------------- | --------------- | --------- | ---------------------------------------------------------- |
| Brian Dalton         | -68kg (m)       | 9e        | 1e ronde groep C: 2e (1-1)                                 |
| Ronald Ford          | -68kg (m)       | 9e        | 1e ronde groep G: 3e (0-2)                                 |
| Peter Paige          | -80kg (m)       | 9e        | 1e ronde groep B: 3e (0-2)                                 |
| Theodore Boronovskis | open klasse (m) | Brons     | 1e ronde groep B: 1e (2-0) halve finale: V van NED Geesink |

### Kanovaren
| Olympiër                                            | Discipline    | Resultaat | Prestatie                                                                                              |
| --------------------------------------------------- | ------------- | --------- | --- |
| Fred Wasmer                                         | C-1 1000m (m) | 14e       | serie 1: 6e in 5.26,80 herkansingen: 5e in 5.16,40                                                     |
| Fred Wasmer Vid Juricskay                           | C-2 1000m (m) | 15e       | serie 2: 6e in 4.45,23 herkansingen: 6e in 5.04,05                                                     |
| Phil Coles                                          | K-1 1000m (m) | DNS       | serie 1: niet gestart                                                                                  |
| Gordan Jeffery Adrian Powell                        | K-2 1000m (m) | 8e        | serie 1: 6e in 3.50,42 herkansingen: 1e in 3.51,19 halve finale 3: 2e in 3.50,98 finale: 8e in 3.44,52 |
| Phil Coles Dennis McGuire Dennis Green Barry Stuart | K-4 1000m (m) | 9e        | serie 2: 4e in 3.21,20 herkansingen: 1e in 3.22,75 halve finale 1: 3e in 3.29,97 finale: 9e in 3.21,69 |
|                                                     |               |           | |
| Margaret Buck                                       | K-1 500m (v)  | 16e       | serie 1: 7e in 2.31,91 halve finale: 7e in 2.21,00                                                     |
| Margaret Buck Lynette Wagg                          | K-2 500m (v)  | 9e        | serie 1: 4e in 2.08,43 halve finale: 3e in 2.14,61 finale: 9e in 2.10,70                               |

### Moderne vijfkamp
| Olympiër                                | Discipline | Resultaat | Prestatie |
| --------------------------------------- | ---------- | --------- | --- |
| Peter Macken                            | mannen     | 4e        | paardrijden: 19e met 1070 punten schermen: 21e met 640 punten schietsport: 4e met 1020 punten zwemmen: 8e met 1035 punten atletiek: 3e met 1132 punten totaal: 4897 punten |
| Donald McMiken                          | mannen     | 18e       | paardrijden: 9e met 1100 punten schermen: 27e met 604 punten schietsport: 7e met 1000 punten zwemmen: 22e met 960 punten atletiek: 23e met 898 punten totaal: 4562 punten  |
| Duncan Page                             | mannen     | 14e       | paardrijden: 31e met 1040 punten schermen: 28e met 568 punten schietsport: 20e met 860 punten zwemmen: 14e met 995 punten atletiek: 28e met 823 punten totaal: 4286 punten |
| Peter Macken Donald McMiken Duncan Page | team (m)   | 5e        | 13703 punten |

### Roeien
| Olympiër | Discipline      | Resultaat | Prestatie                                                                  |
| --- | --------------- | --------- | -------------------------------------------------------------------------- |
| Peter Edwards | skiff (m)       | 9e        | serie 1: 4e in 7.53,54 herkansingen: 2e in 7.37,64 finale B: 3e in 7.30,06 |
| Gary Pearce Barclay Wade                                                                                                  | dubbel-twee (m) | 13e       | serie 1: 5e in 7.01,21 herkansingen: 4e in 7.07,12                         |
| Wayne Gammon Neil Lodding Bruce Richardson                                                                                | twee-met (m)    | 9e        | serie 2: 3e in 8.09,15 herkansingen: 2e in 7.37,53 finale B: 3e in 7.32,54 |
| Richard Garrard Peter Gillon Simon Newcombe Anthony Walker                                                                | vier-zonder (m) | 13e       | serie 1: 4e in 7.03,40 herkansingen: 4e in 7.01,07                         |
| Mick Allen John Campbell Alf Duval Alan Grover Gary Herford                                                               | vier-met (m)    | 10e       | serie 1: 4e in 7.00,16 herkansingen: 3e in 7.17,06 finale B: 4e in 6.48,45 |
| David Boykett Terry Davies Paul Guest Robert Lachal Graeme McCall David Ramage Martin Tomanovits Brian Vear Kevin Wickham | acht (m)        | 8e        | serie 1: 5e in 6.06,94 herkansingen: 3e in 6.06,24 finale B: 2e in 6.02,21 |

### Paardensport
| Olympiër                                  | Discipline                 | Resultaat | Prestatie |
| ----------------------------------------- | -------------------------- | --------- | --- |
| Brien Cobcroft                            | eventing individueel       | 13e       | dressuur: 48e met 100,00 strafpunten eventing: 1e met 118,40 punten springconcours: 13e met 10 strafpunten totaal: 8,40 punten            |
| John Kelly                                | eventing individueel       | 30e       | dressuur: 30e met 64,67 strafpunten eventing: 30e met 13,20 strafpunten springconcours: 26e met 30 strafpunten totaal: 107,84 strafpunten |
| Neale Lavis                               | eventing individueel       | DNF       | dressuur: 20e met 58,33 strafpuntenv eventing: 26e met 15,20 punten springconcours: niet gefinisht                                        |
| Bill Roycroft                             | eventing individueel       | 7e        | dressuur: 31e met 65,00 strafpunten eventing: 8e met 97,20 punten springconcours: 1e met 0 strafpunten totaal: 32,20 punten               |
| Brien Cobcroft John Kelly Bill Roycroft   | eventing team              | 7e        | 67,27 strafpunten |
| Kevin Bacon                               | springconcours individueel | 30e       | 1e ronde: 32e met 29,50 strafpunten 2e ronde: 31e met 24 strafpunten totaal: 53,50 strafpunten                                            |
| Thomas Fahey                              | springconcours individueel | 4e        | 1e ronde: 1e met 8 strafpunten 2e ronde: 3e met 8 strafpunten barrage: 2e met 8 strafpunten totaal: 16 strafpunten                        |
| Bridge MacIntyre                          | springconcours individueel | 24e       | 1e ronde: 13e met 16 strafpunten 2e ronde: 29e met 23,50 strafpunten totaal: 39,50 strafpunten                                            |
| Kevin Bacon Thomas Fahey Bridge MacIntyre | springconcours team        | 6e        | 107 strafpunten |

### Schermen
| Olympiër                                                                         | Discipline      | Resultaat | Prestatie                                                                                      |
| -------------------------------------------------------------------------------- | --------------- | --------- | ---------------------------------------------------------------------------------------------- |
| Russell Hobby                                                                    | degen (m)       | 33e       | 1e ronde groep G: 5e (3-4)                                                                     |
| John Humphreys                                                                   | degen (m)       | 17e       | 1e ronde groep A: 5e (4-3) 2e groep F: 3e barrage groep F: 2e 3e ronde: V van POL Nielaba: 5-1 |
| Ivan Lund                                                                        | degen (m)       | 33e       | 1e ronde groep F: 5e (3-4) barrage groep F: 2e                                                 |
| Ian Bowditch Russell Hobby John Humphreys Ivan Lund Imants Terrauds              | degen team (m)  | 11e       | 1e ronde groep B: 3e (0-2)                                                                     |
| Ivan Lund                                                                        | floret (m)      | 37e       | 1e ronde groep B: 6e (0-5)                                                                     |
| Brian McCowage                                                                   | floret (m)      | 37e       | 1e ronde groep H: 5e (2-4)                                                                     |
| David McKenzie                                                                   | floret (m)      | 37e       | 1e ronde groep A: 3e (2-3) barrage groep A: 3e                                                 |
| John Douglas Ivan Lund Brian McCowage David McKenzie Gerard Tubier               | floret team (m) | 9e        | 1e ronde groep B: 4e (0-2)                                                                     |
| Alexander Martonffy                                                              | sabel (m)       | 33e       | 1e ronde groep G: 4e (2-4) barrage groep G: 3e                                                 |
| Henry Sommerville                                                                | sabel (m)       | 33e       | 1e ronde groep F: 5e (1-4)                                                                     |
| Les Tornallyay                                                                   | sabel (m)       | 33e       | 1e ronde groep H: 6e (1-5)                                                                     |
| Alexander Martonffy Brian McCowage Paul Rizzuto Henry Sommerville Les Tornallyay | sabel team (m)  | 9e        | 1e ronde groep B: 4e (0-2)                                                                     |
|                                                                                  |                 |           |                                                                                                |
| Janet Hopner                                                                     | floret (v)      | 25e       | 1e ronde groep E: 7e (0-6)                                                                     |
| Jan Redman                                                                       | floret (v)      | 25e       | 1e ronde groep A: 6e (1-5)                                                                     |
| Johanna Winter                                                                   | floret (v)      | 25e       | 1e ronde groep B: 6e (1-5)                                                                     |
| Janet Hopner Jan Redman Johanna Winter Ulrike Winter Val Winter                  | floret team (v) | 7e        | 1e ronde groep C: 3e (0-2)                                                                     |

### Schietsport
| Olympiër       | Discipline                 | Resultaat | Prestatie                         |
| -------------- | -------------------------- | --------- | --------------------------------- |
| John Murphy    | 50m geweer 3 houdingen (m) | 35e       | 1104 punten: (391-370-343)        |
| Don Tolhurst   | 50m geweer 3 houdingen (m) | 10e       | 1141 punten: (396-386-359)        |
| James Kirkwood | 50m geweer liggend (m)     | 26e       | 589 punten: (98-99-100-99-97-96)  |
| Norman Rule    | 50m geweer liggend (m)     | 22e       | 590 punten: (97-98-98-100-100-97) |
| Leslie Coffey  | 50m pistool (m)            | 45e       | 508 punten: (84-86-86-83-83-86)   |
| Rodney Johnson | 50m pistool (m)            | 38e       | 521 punten: (85-84-88-92-90-82)   |
| Tibor Gonczol  | 25m snelvuurpistool (m)    | 20e       | 581 punten: (288-293)             |
| Michael Papps  | 25m snelvuurpistool (m)    | 19e       | 582 punten: (291-291)             |

### Schoonspringen
| Olympiër       | Discipline    | Resultaat | Prestatie                                                                           |
| -------------- | ------------- | --------- | ----------------------------------------------------------------------------------- |
| Robyn Bradshaw | 3m plank (v)  | 13e       | kwalificatie: 13e met 77,64 punten                                                  |
| Susan Knight   | 3m plank (v)  | 14e       | kwalificatie: 14e met 76,76 punten                                                  |
| Robyn Bradshaw | 10m toren (v) | 9e        | kwalificatie: 12e met 46,58 punten finale: 8e met 41,58 punten totaal: 88,16 punten |
| Susan Knight   | 10m toren (v) | 20e       | kwalificatie: 20e met 41,84 punten                                                  |

### Turnen
| Olympiër                                                                                     | Discipline               | Resultaat | Prestatie      |
| -------------------------------------------------------------------------------------------- | ------------------------ | --------- | -------------- |
| Graham Bond                                                                                  | sprong (m)               | 103e      | 18,35 punten   |
| Barry Cheales                                                                                | sprong (m)               | 106e      | 18,25 punten   |
| Benjamin de Roo                                                                              | sprong (m)               | 86e       | 18,55 punten   |
| Marcus Faulks                                                                                | sprong (m)               | 120e      | 17,70 punten   |
| Douglas McLennan                                                                             | sprong (m)               | 116e      | 17,85 punten   |
| Frederick Trainer                                                                            | sprong (m)               | 100e      | 18,40 punten   |
| Graham Bond                                                                                  | vloer (m)                | 108e      | 17,15 punten   |
| Barry Cheales                                                                                | vloer (m)                | 111e      | 17,05 punten   |
| Benjamin de Roo                                                                              | vloer (m)                | 113e      | 16,80 punten   |
| Marcus Faulks                                                                                | vloer (m)                | 104e      | 17,25 punten   |
| Douglas McLennan                                                                             | vloer (m)                | 105e      | 17,20 punten   |
| Frederick Trainer                                                                            | vloer (m)                | 103e      | 17,30 punten   |
| Graham Bond                                                                                  | paard voltige (m)        | 96e       | 17,05 punten   |
| Barry Cheales                                                                                | paard voltige (m)        | 117e      | 14,30 punten   |
| Benjamin de Roo                                                                              | paard voltige (m)        | 107e      | 15,85 punten   |
| Marcus Faulks                                                                                | paard voltige (m)        | 106e      | 15,90 punten   |
| Douglas McLennan                                                                             | paard voltige (m)        | 105e      | 16,55 punten   |
| Frederick Trainer                                                                            | paard voltige (m)        | 89e       | 17,45 punten   |
| Graham Bond                                                                                  | ringen (m)               | 114e      | 16,05 punten   |
| Barry Cheales                                                                                | ringen (m)               | 121e      | 14,50 punten   |
| Benjamin de Roo                                                                              | ringen (m)               | 111e      | 16,20 punten   |
| Marcus Faulks                                                                                | ringen (m)               | 117e      | 15,25 punten   |
| Douglas McLennan                                                                             | ringen (m)               | 108e      | 16,35 punten   |
| Frederick Trainer                                                                            | ringen (m)               | 119e      | 14,60 punten   |
| Graham Bond                                                                                  | brug (m)                 | 87e       | 18,10 punten   |
| Barry Cheales                                                                                | brug (m)                 | 104e      | 17,50 punten   |
| Benjamin de Roo                                                                              | brug (m)                 | 114e      | 16,95 punten   |
| Marcus Faulks                                                                                | brug (m)                 | 101e      | 17,50 punten   |
| Douglas McLennan                                                                             | brug (m)                 | 121e      | 16,20 punten   |
| Frederick Trainer                                                                            | brug (m)                 | 113e      | 17,05 punten   |
| Graham Bond                                                                                  | rekstok (m)              | 94e       | 17,35 punten   |
| Barry Cheales                                                                                | rekstok (m)              | 98e       | 17,30 punten   |
| Benjamin de Roo                                                                              | rekstok (m)              | 118e      | 15,15 punten   |
| Marcus Faulks                                                                                | rekstok (m)              | 108e      | 17,00 punten   |
| Douglas McLennan                                                                             | rekstok (m)              | 115e      | 15,30 punten   |
| Frederick Trainer                                                                            | rekstok (m)              | 105e      | 17,05 punten   |
| Graham Bond                                                                                  | meerkamp individueel (m) | 100e      | 104,05 punten  |
| Barry Cheales                                                                                | meerkamp individueel (m) | 113e      | 98,90 punten   |
| Benjamin de Roo                                                                              | meerkamp individueel (m) | 110e      | 99,50 punten   |
| Marcus Faulks                                                                                | meerkamp individueel (m) | 108e      | 100,70 punten  |
| Douglas McLennan                                                                             | meerkamp individueel (m) | 111e      | 99,45 punten   |
| Frederick Trainer                                                                            | meerkamp individueel (m) | 105e      | 101,85 punten  |
| Graham Bond Barry Cheales Benjamin de Roo Marcus Faulks Douglas McLennan Frederick Trainer   | meerkamp team (m)        | 16e       | 512 punten     |
|                                                                                              |                          |           |                |
| Janice Bedford                                                                               | sprong (v)               | 78e       | 17,033 punten  |
| Valerie Buffham                                                                              | sprong (v)               | 62e       | 18,199 punten  |
| Barbara Cage                                                                                 | sprong (v)               | 77e       | 17,066 punten  |
| Barbara Fletcher                                                                             | sprong (v)               | 79e       | 16,966 punten  |
| Lynette Hancock                                                                              | sprong (v)               | 83e       | 0 punten       |
| Valerie Roberts                                                                              | sprong (v)               | 75e       | 17,399 punten  |
| Janice Bedford                                                                               | vloer (v)                | 62e       | 17,949 punten  |
| Valerie Buffham                                                                              | vloer (v)                | 66e       | 17,632 punten  |
| Barbara Cage                                                                                 | vloer (v)                | 78e       | 17,399 punten  |
| Barbara Fletcher                                                                             | vloer (v)                | 69e       | 17,632 punten  |
| Lynette Hancock                                                                              | vloer (v)                | 84e       | 0 punten       |
| Valerie Roberts                                                                              | vloer (v)                | 75e       | 17,466 punten  |
| Janice Bedford                                                                               | brug (v)                 | 78e       | 15,966 punten  |
| Valerie Buffham                                                                              | brug (v)                 | 73e       | 16,432 punten  |
| Barbara Cage                                                                                 | brug (v)                 | 80e       | 14,999 punten  |
| Barbara Fletcher                                                                             | brug (v)                 | 67e       | 16,833 punten  |
| Lynette Hancock                                                                              | brug (v)                 | 83e       | 0 punten       |
| Valerie Roberts                                                                              | brug (v)                 | 72e       | 16,466 punten  |
| Janice Bedford                                                                               | balk (v)                 | 62e       | 18,033 punten  |
| Valerie Buffham                                                                              | balk (v)                 | 75e       | 17,099 punten  |
| Barbara Cage                                                                                 | balk (v)                 | 80e       | 15,466 punten  |
| Barbara Fletcher                                                                             | balk (v)                 | 55e       | 18,199 punten  |
| Lynette Hancock                                                                              | balk (v)                 | 84e       | 0 punten       |
| Valerie Roberts                                                                              | balk (v)                 | 66e       | 17,933 punten  |
| Janice Bedford                                                                               | meerkamp individueel (v) | 74e       | 68,981 punten  |
| Valerie Buffham                                                                              | meerkamp individueel (v) | 70e       | 69,43 punten   |
| Barbara Cage                                                                                 | meerkamp individueel (v) | 79e       | 64,93 punten   |
| Barbara Fletcher                                                                             | meerkamp individueel (v) | 69e       | 69,63 punten   |
| Lynette Hancock                                                                              | meerkamp individueel (v) | 84e       | 0 punten       |
| Valerie Roberts                                                                              | meerkamp individueel (v) | 72e       | 69,264 punten  |
| Janice Bedford Valerie Buffham Barbara Cage Barbara Fletcher Lynette Hancock Valerie Roberts | meerkamp team (v)        | 10e       | 342,325 punten |

### Waterpolo
| Olympiër | Discipline | Resultaat | Prestatie                                                           |
| --- | ---------- | --------- | ------------------------------------------------------------------- |
| Nicky Barnes Stan Hammond Tom Hoad Bill McAtee Ian Mills Leslie Nunn William Phillips Ted Pierce Graeme Samuel Leon Wiegard Michael Withers | mannen     | 9e        | groepsfase: 3e V van Sovjet-Unie: 0-6 V van Duits eenheidsteam: 1-3 |

| Groep B |                    |             |             |             |             |        |        |        |        |
| #       | Land               | Wedstrijden | Wedstrijden | Wedstrijden | Wedstrijden | Punten | Punten | Punten | Punten |
| #       | Land               | G           | W           | G           | V           | V      | T      | Saldo  | Punten |
| 1       | Sovjet-Unie        | 2           | 2           | 0           | 0           | 9      | 2      | +7     | 4      |
| 2       | Duits eenheidsteam | 2           | 1           | 0           | 1           | 5      | 4      | +1     | 2      |
| 3       | Australië          | 2           | 0           | 0           | 2           | 1      | 9      | -8     | 0      |

| Ronde      | Datum | Plaats      | Land | Score              | Land |
| ---------- | ----- | ----------- | ---- | ------------------ | ---- |
| Groepsfase |       |             |      |                    |      |
| 11 oktober | Tokio | Sovjet-Unie | 6-0  | Australië          |      |
| 13 oktober | Tokio | Australië   | 1-3  | Duits eenheidsteam |      |

### Wielersport
| Olympiër                                                  | Discipline                    | Resultaat  | Prestatie |
| Baan                                                      | Baan                          | Baan       | Baan |
| --------------------------------------------------------- | ----------------------------- | ---------- | --- |
| Richard Hine                                              | individuele achtervolging (m) | 11e        | serie 3: 2e in 5.16,55                                                                                          |
| Thomas Harrison                                           | sprint (m)                    | 11e        | 1e ronde: 1e in 11,60 2e ronde: 2e 2e ronde herkansingen: 2e                                                    |
| Gordon Johnson                                            | sprint (m)                    | center>19e | 1e ronde: 2de 1e ronde herkansingen: 1e in 12,20 1e ronde herkansingen finale: 2e                               |
| Richard Paris                                             | tijdrit (m)                   | 16e        | 1.13,27 |
| Ian Browne Daryl Perkins                                  | tandem (m)                    | 6e         | serie 5: 1e in 10,81 kwartfinale 2: V van URS Bodnieks/Logunov: 0-2                                             |
| Kevin Brislin Victor Browne Robert Baird Hendrikus Vogels | ploegenachtervolging (m)      | 4e         | serie 5: 1e in 4.44,90 kwartfinale 2: 1e in 4.41,58 halve finale 1: 2e in 4.40,28 bronzen finale: 2e in 4.39,42 |
| Weg                                                       |                               |            | |
| Raymond Bilney                                            | wegwedstrijd (m)              | 4e         | 4:39.51,74 |
| Michael Hollingsworth                                     | wegwedstrijd (m)              | 14e        | 4:39.51,74 |
| David Humphreys                                           | wegwedstrijd (m)              | 65e        | 4:39.51,82 |
| Malcolm McCredie                                          | wegwedstrijd (m)              | 68e        | 4:39.51,83 |

### Worstelen
| Olympiër       | Discipline  | Resultaat   | Prestatie |
| Vrije stijl    | Vrije stijl | Vrije stijl | Vrije stijl |
| -------------- | ----------- | ----------- | --- |
| Max McAlary    | -52kg (m)   | 20e         | 1e ronde: V van KOR Chang-Seon 2e ronde: V van FRA Zoete                                                        |
| Kevin McGrath  | -57kg (m)   | 18e         | 1e ronde: V van KOR Yeong-Gil 2e ronde: V van HUN Varga                                                         |
| Ray Brown      | -63kg (m)   | 15e         | 1e ronde: V van KOR Daek 2e ronde: V van MEX Tovar                                                              |
| Sidney Marsh   | -70kg (m)   | 9e          | 1e ronde: W van MEX Echaniz 2e ronde: V van IRI Movahed 3e ronde: W van GBR Stephenson 4e ronde: V van USA Ruth |
| John Boyle     | -78kg (m)   | 16e         | 1e ronde: V van MGL Mönkhbat 2e ronde: V van IRL Feeney                                                         |
| Hugh Williams  | -97kg (m)   | 11e         | 1e ronde: W van PAN Cóhen 2e ronde: V van TUR Ayik 3e ronde: V van BUL Mustafov                                 |
| Grieks-Romeins |             |             | |
| Don Cacas      | -63kg (m)   | 14e         | 1e ronde: G van CAN Jutila 2e ronde: vrij 3e ronde: V van FRA Ballery 4e ronde: V van USA Finley                |
| Istvan Raskovy | -87kg (m)   | 10e         | 1e ronde: V van TUR Selekman 2e ronde: W van PHI García 3e ronde: V van TCH Kormaník                            |

### Zeilen
| Olympiër                                   | Discipline      | Resultaat | Prestatie                           |
| ------------------------------------------ | --------------- | --------- | ----------------------------------- |
| Colin Ryrie                                | finn            | 11e       | 5273 punten: (3-22-1-15-11-4-14)    |
| John Gregory Dawe Ian Charles Winter       | flying dutchman | 14e       | 2379 punten: (13-4-DNF-7-DNF-DNF-9) |
| Thomas Owens Martinus Visser               | star            | 10e       | 2256 punten: (8-16-DNF-10-5-7-12)   |
| John Coon Graham Drane Ian Quartermain     | dragon          | 12e       | 3243 punten: (9-12-6-DNF-11-12-4)   |
| Bill Northam Peter O’Donnel James Sargeant | 5,5m            | Goud      | 5981 punten: (1-6-2-1-DNF-1-4)      |

### Zwemmen
| Olympiër                                                              | Discipline            | Resultaat | Prestatie                                                                              |
| --------------------------------------------------------------------- | --------------------- | --------- | -------------------------------------------------------------------------------------- |
| David Dickson                                                         | 100m vrije slag (m)   | 9e        | serie 2: 2e in 55,1 halve finale 3: 4e in 54,9                                         |
| Peter Phelps                                                          | 100m vrije slag (m)   | 26e       | serie 4: 2e in 56,1                                                                    |
| John Ryan                                                             | 100m vrije slag (m)   | 23e       | serie 6: 3e in 55,5 halve finale 3: 8e in 56,5                                         |
| Russell Phegan                                                        | 400m vrije slag (m)   | 7e        | serie 5: 1e in 4.19,8 finale: 7e in 4.20,2                                             |
| Bob Windle                                                            | 400m vrije slag (m)   | 9e        | serie 1: 1e in 4.21,6                                                                  |
| Allan Wood                                                            | 400m vrije slag (m)   | Brons     | serie 7: 2e in 4.16,2 finale: 3e in 4.15,1                                             |
| Russell Phegan                                                        | 1500m vrije slag (m)  | 5e        | serie 3: 2e in 17.28,9 finale: 5e in 17.22,4                                           |
| Bob Windle                                                            | 1500m vrije slag (m)  | Goud      | serie 1: 1e in 17.15,9 finale: 1e in 17.01,07 (OR)                                     |
| Allan Wood                                                            | 1500m vrije slag (m)  | Brons     | serie 4: 1e in 17.26,3 finale: 3e in 17.07,07                                          |
| John Byrom                                                            | 200m rugslag (m)      | 29e       | serie 2: 5e in 2.27,0                                                                  |
| Peter Reynolds                                                        | 200m rugslag (m)      | 8e        | serie 5: 2e in 2.15,9 halve finale 2: 4e in 2.15,6 finale: 8e in 2.16,6                |
| Ian O'Brien                                                           | 200m schoolslag (m)   | Goud      | serie 1: 1e in 2.31,4 (OR) halve finale 2: 1e in 2.28,7 (OR) finale: 1e in 2.27,8 (WR) |
| John Oravainen                                                        | 200m schoolslag (m)   | 15e       | serie 5: 4e in 2.38,7 halve finale 2: 7e in 2.39,6                                     |
| Peter Tonkin                                                          | 200m schoolslag (m)   | 17e       | serie 2: 4e in 2.39,6                                                                  |
| Kevin Berry                                                           | 200m vlinderslag (m)  | Goud      | serie 2: 1e in 2.11,0 halve finale 2: 1e in 2.09,8 finale: 1e in 2.06,6 (WR)           |
| John Stark                                                            | 200m vlinderslag (m)  | 16e       | serie 3: 2e in 2.15,3 halve finale 1: 8e in 2.18,4                                     |
| Brett Hill                                                            | 200m vlinderslag (m)  | 7e        | serie 5: 1e in 2.12,8 halve finale 1: 3e in 2.11,9 finale: 7e in 2.12,8                |
| Alex Alexander                                                        | 400m wisselslag (m)   | 17e       | serie 4: 4e in 5.10,8                                                                  |
| Terry Buck                                                            | 400m wisselslag (m)   | 8e        | serie 2: 3e in 5.02,5 finale: 8e in 5.03,0                                             |
| John Oravainen                                                        | 400m wisselslag (m)   | 12e       | serie 1: 3e in 5.07,0                                                                  |
| David Dickson Peter Doak John Ryan Bob Windle                         | 4x100m vrije slag (m) | Brons     | serie 1: 1e in 3.40,6 (OR) finale: 3e in 3.39,1                                        |
| David Dickson Peter Doak John Konrads John Ryan Bob Windle Allan Wood | 4x200m vrije slag (m) | 4e        | serie 2: 4e in 8.18,3 finale: 4e in 8.05,7                                             |
| Kevin Berry David Dickson Ian O'Brien Peter Reynolds                  | 4x100m wisselslag (m) | Brons     | serie 2: 4e in 4.11,4 finale: 3e in 4.02,3                                             |
|                                                                       |                       |           |                                                                                        |
| Lyn Bell                                                              | 100m vrije slag (v)   | 8e        | serie 6: 2e in 1.02,4 halve finale 1: 3e in 1.02,3 finale: 8e in 1.02,7                |
| Dawn Fraser                                                           | 100m vrije slag (v)   | Goud      | serie 5: 1e in 1.00,6 (OR) halve finale 1: 1e in 59,9 (OR) finale: 1e in 59,5 (OR)     |
| Robyn Thorn                                                           | 100m vrije slag (v)   | 14e       | serie 3: 2e in 1.03,7 halve finale 1: 8e in 1.03,9                                     |
| Nanette Duncan                                                        | 400m vrije slag (v)   | 9e        | serie 5: 2e in 4.55,2                                                                  |
| Dawn Fraser                                                           | 400m vrije slag (v)   | 4e        | serie 4: 2e in 4.52,2 finale: 4e in 4.47,6                                             |
| Kim Herford                                                           | 400m vrije slag (v)   | 7e        | serie 2: 1e in 4.49,8 finale: 7e in 4.52,9                                             |
| Marlene Dayman                                                        | 100m rugslag (v)      | 23e       | serie 3: 6e in 1.12,9                                                                  |
| Nanette Duncan                                                        | 100m rugslag (v)      | 21e       | serie 4: 6e in 1.12,4                                                                  |
| Belinda Woosley                                                       | 100m rugslag (v)      | 28e       | serie 1: 6e in 1.15,3                                                                  |
| Christine Barnetson                                                   | 200m schoolslag (v)   | DSQ       | serie 2: gediskwalificeerd                                                             |
| Linda McGill                                                          | 200m schoolslag (v)   | 20e       | serie 3: 6e in 2.59,4                                                                  |
| Marguerite Ruygrok                                                    | 200m schoolslag (v)   | 9e        | serie 1: 2e in 2.53,1                                                                  |
| Gillian de Greenlaw                                                   | 200m schoolslag (v)   | 28e       | serie 4: 6e in 1.14,8                                                                  |
| Linda McGill                                                          | 200m schoolslag (v)   | 22e       | serie 1: 5e in 1.11,7                                                                  |
| Jan Turner                                                            | 200m schoolslag (v)   | 25e       | serie 5: 6e in 1.14,4                                                                  |
| Jane Cortis                                                           | 400m wisselslag (v)   | 14e       | serie 1: 5e in 5.43,6                                                                  |
| Linda McGill                                                          | 400m wisselslag (v)   | 5e        | serie 3: 3e in 5.38,3 finale: 5e in 5.28,4                                             |
| Lynette Bell Dawn Fraser Janice Murphy Robyn Thorn                    | 4x100m vrije slag (v) | Zilver    | serie 2: 1e in 4.11,8 finale: 2e in 4.06,9                                             |
| Nanette Duncan Dawn Fraser Linda McGill Marguerite Ruygrok            | 4x100m wisselslag (v) | 9e        | serie 1: 4e in 4.52,3                                                                  |

Afghanistan · Algerije · Argentinië · Australië · Bahama's · België · Bermuda · Birma · Bolivia · Brazilië · Brits-Guiana · Bulgarije · Cambodja · Canada · Ceylon · Chili · Colombia · Congo-Brazzaville · Costa Rica · Cuba · Denemarken · Dominicaanse Republiek · Duits eenheidsteam · Ethiopië · Filipijnen · Finland · Frankrijk · Ghana · Griekenland · Groot-Brittannië · Hongarije · Hongkong · Ierland · IJsland · India · Irak · Iran · Israël · Italië · Ivoorkust · Jamaica · Japan · Joegoslavië · Kameroen · Kenia · Libanon · Liberia · Libië · Liechtenstein · Luxemburg · Madagaskar · Maleisië · Mali · Marokko · Mexico · Monaco · Mongolië · Nederland · Nederlandse Antillen · Nepal · Nieuw-Zeeland · Niger · Nigeria · Noord-Rhodesië · Noorwegen · Oeganda · Oostenrijk · Pakistan · Panama · Peru · Polen · Portugal · Puerto Rico · Roemenië · Senegal · Sovjet-Unie · Spanje · Taiwan · Tanganyika · Thailand · Trinidad en Tobago · Tsjaad · Tsjecho-Slowakije · Tunesië · Turkije · Uruguay · Venezuela · Verenigde Arabische Republiek · Verenigde Staten · Vietnam · Zuid-Korea · Zuid-Rhodesië · Zweden · Zwitserland